# Дугуйлан
Дугуйлан — это форма народного движения в Монголии, получившая распространение во второй половине XIX в. — начале XX в. Первые дугуйланы возникли во Внутренней Монголии, откуда движение распространилось и в Халху, регион Внешней Монголии. Характерной особенностью дугуйланов было абсолютное равенство всех членов общества, полное отсутствие различия между старшими и младшими. На своих собраниях участники рассаживались в круг. Если составляли документы, то они подписывались также по кругу, чтобы ничье имя не значилось выше других имен. Деятельность дугуйланов проходила в условиях глубокой конспирации. Она была направлена против произвола и угнетения со стороны монгольских ханов, князей и маньчжурских чиновников. Члены дугуйлана отказывались платить подати, а иногда выступали с оружием в руках. В конце XIX в. под их руководством вспыхнуло несколько восстаний.
В начале XX в. движение приняло особенно широкий размах, объединив в своих рядах более 10 тыс. семей. Это уже был непосредственный ответ на насильственную колонизацию монгольских земель китайцами и усиление гнета монгольских феодалов. В хошунах Ушэн, Оток и в ряде других районов Ордоса дугуйланы в течение 3-х лет (1905—1908) фактически являлись органами народной власти — народными советами. Они устраняли от дел князей, отменяли всякие виды повинностей, собирали налоги, вели делопроизводство, назначали должностных лиц, творили суд и организовывали дружину. Однако, несмотря на некоторые успехи, дугуйланское движение под ударами правительственных карательных экспедиций, поддержанных местными феодалами, потерпело поражение.